# Izba Reprezentantów Federacji Bośni i Hercegowiny
Izba Reprezentantów Parlamentu Federacji Bośni i Hercegowiny (bośn. Predstavnički dom Parlamenta Federacije Bosne i Hercegovine, chorw. Zastupnički dom Parlamenta Federacije Bosne i Hercegovine, serb. Представнички дом Парламента Федерације Босне и Херцеговине, Predstavnički dom Parlamenta Federacije Bosne i Hercegovine) – jedna z dwóch izb Parlamentu Federacji Bośni i Hercegowiny, obok Izby Narodów.
Izba została utworzona w 1994 roku na skutek porozumienia waszyngtońskiego.
Izba Reprezentantów liczy 98 członków, wybieranych na 4-letnią kadencję w wyborach powszechnych i bezpośrednich na terenie Federacji Bośni i Hercegowiny, a każda z głównych grup etnicznych (Boszniacy, Chorwaci, Serbowie) jest reprezentowana przynajmniej przez 4 przedstawicieli.
Członkowie izby wybierają spośród siebie za pomocą większości zwykłej jednego Boszniaka, Chorwata i Serba, którzy to obejmują stanowisko przewodniczącego i wiceprzewodniczącego izby.